# Жорж Бонелло
Жорж Бонелло (фр. Georges Bonello, 3 липня 1898, Бліда — 15 червня 1985) — французький футболіст, що грав на позиції нападника за «Бліден», «Марсель» та національну збірну Франції.

## Клубна кар'єра
У дорослому футболі дебютував 1920 року виступами за команду «Бліден» з рідного міста, в якій провів вісім сезонів. Згодом у 1928–1929 роках грав за «Марсель».

## Виступи за збірну
1926 року дебютував в офіційних матчах у складі національної збірної Франції, відзначивши свій дебют голом у ворота команди Португалії. Протягом наступного року ще двічі виступав за збірну, голами більше не відзначався.
Помер 15 червня 1985 року на 87-му році життя.
| Дата      | Місто   | Господарі  | Результат | Гості      | Турнір           | Голи | Примітки |
| --------- | ------- | ---------- | --------- | ---------- | ---------------- | ---- | -------- |
| 18-4-1926 | Тулуза  | Франція    | 4 – 2     | Португалія | товариський матч | 1    |          |
| 25-4-1926 | Коломб  | Франція    | 1 – 0     | Швейцарія  | товариський матч | -    |          |
| 16-3-1927 | Лісабон | Португалія | 4 – 0     | Франція    | товариський матч | -    |          |
| Усього    |         | Матчів     | 3         |            | Голів            | 1    |          |